# Volkach
Volkach är en stad i Landkreis Kitzingen i Regierungsbezirk Unterfranken i förbundslandet Bayern i Tyskland.
Staden ingår i kommunalförbundet Volkach tillsammans med kommunerna Nordheim am Main och Sommerach.